# 3GP
3GP (3rd Generation Partnership o Associació per a la tercera generació) és un format d'arxiu multimèdia utilitzat en telèfons mòbils de tercera generació.
3GP és una versió simplificada de MPEG-4 Part 14 (estàndard "ISO 14496-14:2003")
 dissenyada per acomodar-se als requeriments d'amplada de banda i capacitat d'emmagatzematge dels telèfons mòbils. 3GP emmagatzema el vídeo com a MPEG-4 o [H.263] i per l'àudio utilitza els formats AMR-NB i AAC-LC.
 Un arxiu 3GP es codifica en big-endian, emmagatzemant i transferint els bytes més significatius primer.
Hi ha dos estàndards diferents d'aquest format:3GPP (pels mòbils basats en GSM i normalment usen l'extensió .3gp i 3GPP2 (pels mòbils basats en CDMA i normalment usen l'extensió .3g2)
 Ambdós estan basats en l'MPEG-4 o H263 pel vídeo, i AAC o AMR per l'àudio. La majoria de telèfons mòbils 3G (de tercera generació) poden reproduir i enregistrar en aquest format. Supporta el Programari dels formats: Playback: MPlayer, VLC media player, Totem, KMPlayer, Media Player Classic, Realplayeri de codificació i descodificació: MEncoder, FFmpeg.